# Тысяча Островов (Шпицберген)
Архипелаг Тысяча Островов (норв. Tusenøyane, Тусенёйане) — группа небольших островов к югу от острова Эдж. Они являются частью архипелага Шпицберген. Группа состоит из более чем сорока островов и островков.

## История
Голландец Йорис Каролус первым отчетливо заметил группу небольших островов к югу от Эджа в 1614 году. На карте Московской компании (1625 год) показана неопределённая масса островов, некоторые из которых имели название. Г. Валк и П. Шенк (ок. 1662 года) были первыми, кто посетил их. Уильям Скорсби (1820 год), как полагают, был первым, кто дал им название Тысяча Островов, которое сохранилось до наших дней. В 1868 году Адольф Эрик Норденшельд пытался на корабле «София» достичь островов, но безуспешно. Группа тысячи островов всегда была необитаемой. Она лишь использовалась в качестве места для зимовки российских китобоев в период с 1700 по 1850 год.